# ماهی طلاکوب سربه‌زیر
ماهی طلاکوب سربه‌زیر (نام علمی: Cyttus traversi) نام یک گونه از سرده ماهی‌های طلاکوب سربه‌زیر است.